# 5445 Віллівав
5445 Віллівав (5445 Williwaw) — астероїд головного поясу, відкритий 7 серпня 1991 року.
Тіссеранів параметр щодо Юпітера — 3,397.